# Fraillicourt
Fraillicourt és un municipi francès situat al departament de les Ardenes i a la regió del Gran Est. L'any 2007 tenia 219 habitants.

## Demografia

### Població
El 2007 la població de fet de Fraillicourt era de 219 persones. Hi havia 88 famílies de les quals 20 eren unipersonals (12 homes vivint sols i 8 dones vivint soles), 32 parelles sense fills, 28 parelles amb fills i 8 famílies monoparentals amb fills.
La població ha evolucionat segons el següent gràfic:
Habitants censats

### Habitatges
El 2007 hi havia 105 habitatges, 89 eren l'habitatge principal de la família, 8 eren segones residències i 8 estaven desocupats. Tots els 105 habitatges eren cases. Dels 89 habitatges principals, 75 estaven ocupats pels seus propietaris, 13 estaven llogats i ocupats pels llogaters i 1 estava cedit a títol gratuït; 1 tenia dues cambres, 19 en tenien tres, 24 en tenien quatre i 45 en tenien cinc o més. 75 habitatges disposaven pel capbaix d'una plaça de pàrquing. A 49 habitatges hi havia un automòbil i a 26 n'hi havia dos o més.

### Piràmide de població
La piràmide de població per edats i sexe el 2009 era:
| Homes | Edats   | Dones |
| ----- | ------- | ----- |
| 0     | 95 o +  | 0     |
| 0     | 90 a 94 | 12    |
| 4     | 85 a 89 | 0     |
| 4     | 80 a 84 | 0     |
| 4     | 75 a 79 | 0     |
| 0     | 70 a 74 | 4     |
| 4     | 65 a 69 | 12    |
| 8     | 60 a 64 | 8     |
| 4     | 55 a 59 | 4     |
| 8     | 50 a 54 | 0     |
| 4     | 45 a 49 | 12    |
| 12    | 40 a 44 | 0     |
| 4     | 35 a 39 | 4     |
| 4     | 30 a 34 | 8     |
| 8     | 25 a 29 | 12    |
| 12    | 20 a 24 | 0     |
| 4     | 15 a 19 | 8     |
| 12    | 10 a 14 | 4     |
| 8     | 5 a 9   | 0     |
| 8     | 0 a 4   | 0     |

## Economia
El 2007 la població en edat de treballar era de 135 persones, 83 eren actives i 52 eren inactives. De les 83 persones actives 75 estaven ocupades (50 homes i 25 dones) i 8 estaven aturades (2 homes i 6 dones). De les 52 persones inactives 23 estaven jubilades, 5 estaven estudiant i 24 estaven classificades com a «altres inactius».

### Ingressos
El 2009 a Fraillicourt hi havia 84 unitats fiscals que integraven 211 persones, la mediana anual d'ingressos fiscals per persona era de 13.190 €.

### Activitats econòmiques
Dels 5 establiments que hi havia el 2007, 1 era d'una empresa de construcció, 3 d'empreses de comerç i reparació d'automòbils i 1 d'una empresa de serveis.
Dels 3 establiments de servei als particulars que hi havia el 2009, 2 eren tallers de reparació d'automòbils i de material agrícola i 1 lampisteria.
L'any 2000 a Fraillicourt hi havia 15 explotacions agrícoles que ocupaven un total de 1.272 hectàrees.

## Poblacions més properes
El següent diagrama mostra les poblacions més properes.